# Ożarów Drugi
Ożarów Drugi – wieś w Polsce położona w województwie lubelskim, w powiecie opolskim, w gminie Opole Lubelskie. 
W latach 1975–1998 należała do ówczesnego województwa lubelskiego.
Wspólnie z Ożarowem Pierwszym wieś stanowi sołectwo Ożarów w gminie Opole Lubelskie. Według Narodowego Spisu Powszechnego z roku 2011 wieś liczyła 55 mieszkańców.
W przeciwieństwie do Ożarowa Pierwszego nie stanowi zwartej zabudowy. Na terenie wsi zostało zlokalizowane składowisko odpadów, które w XXI w. zostało przekształcone na punkt selektywnej zbiórki odpadów komunalnych.